# آکیلا وبر
آکیلا وبر (انگلیسی: Akilah Weber؛ زادهٔ ۲ ژوئیهٔ ۱۹۷۸) سیاست‌مدار اهل ایالات متحده آمریکا است. آکیلا فائزه وبر (زاده ۲ ژوئیه ۱۹۷۸) یک سیاستمدار و پزشک آمریکایی است که در مجلس ایالتی کالیفرنیا از ناحیه ۷۹ خدمت می‌کند که بخش‌هایی از شرق سن دیگو و تمام لا مسا، کالیفرنیا، ال کاجون، کالیفرنیا، لمون گروو، کالیفرنیا و لا پرسا را شامل می‌شود. . او دختر شرلی وبر، وزیر امور خارجه کالیفرنیا است که پس از پیروزی در انتخابات میان‌دوره‌ای در سال ۲۰۲۱، موفق شد در مجلس حضور یابد.